# Maoridrilus volutus
Maoridrilus volutus är en ringmaskart som beskrevs av Lee 1959. Maoridrilus volutus ingår i släktet Maoridrilus och familjen Acanthodrilidae. Inga underarter finns listade i Catalogue of Life.